# Alex Rocco

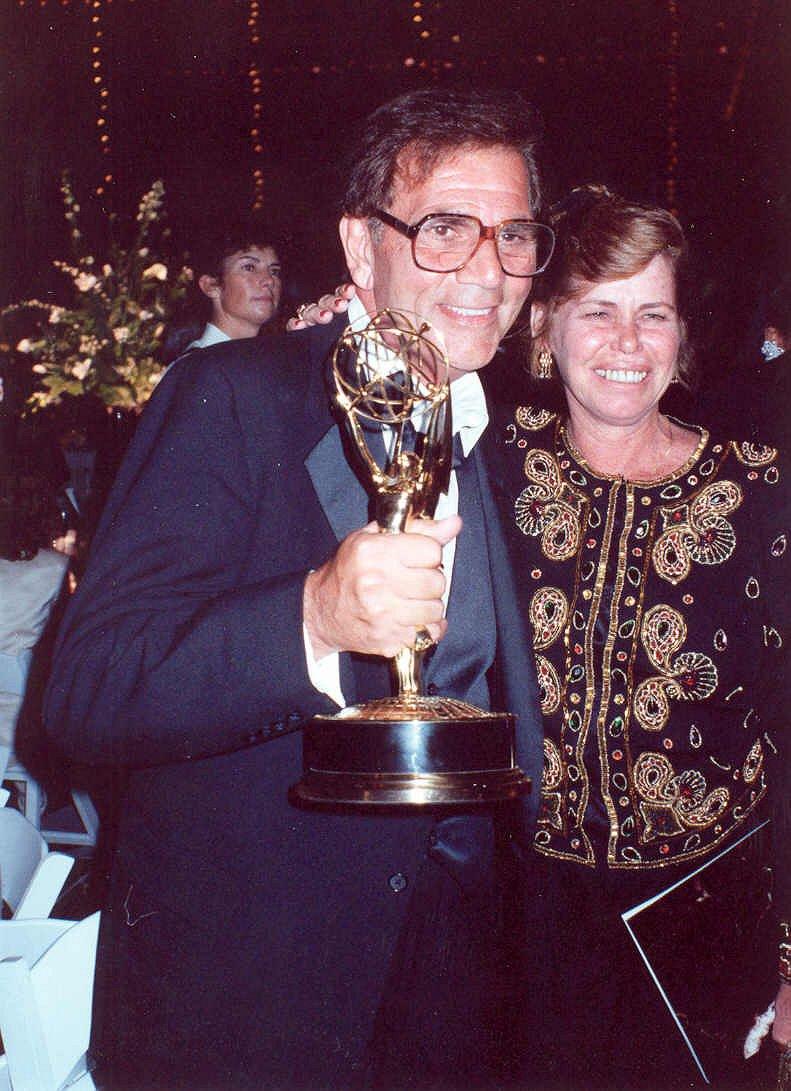
Alex Rocco (Emmy-Verleihung 1990)

Alexander Federico Petricone, Jr. (* 29. Februar 1936 in Cambridge, Massachusetts; † 18. Juli 2015 in Los Angeles, Kalifornien) war ein US-amerikanischer Schauspieler.

## Leben und Karriere
Rocco, damals noch Petricone, wuchs in Somerville, Massachusetts, als Sohn von Maria, geb. di Biase, und Alessandro Sam Petricone auf. Er war italienischer Abstammung. In seiner frühen Jugend hatte er Verbindung zu der irischen Winter-Hill-Gang und zur McLaughlin-Gang und wurde 1961 in Charlestown zusammen mit Buddy McLean, dem damaligen Boss der Winter-Hill-Gang, festgenommen. Zur Anklage gegen ihn kam es jedoch nicht. Nach seiner Freilassung verließ er die Bostoner Gegend und zog 1962 nach Kalifornien. Hier nahm er dann auch den Namen Alex Rocco an. Nachdem er zunächst in Santa Monica als Barkeeper gearbeitet hatte, nahm er in der Folgezeit Schauspielunterricht bei Leonard Nimoy, der ihm empfahl, zusätzlich noch Sprachunterricht zu nehmen, da sein Bostoner Akzent sehr stark war.
Seine Karriere als Schauspieler startete Rocco 1965 in Motorpsycho … wie wilde Hengste, einem Film des Kultregisseurs Russ Meyer. Rocco spielte darin den Tierarzt Cory Maddox, dessen junge Frau von drei Jugendlichen vergewaltigt wird. 1967 übernahm er die Rolle des Michael Mosconi in der Fernsehserie Batman. In der Blaxploitation-Produktion Detroit 9000 von 1973 war er als Lt. Danny Bassett eine Minderheit mit „all den schwarzen Bullen“ im Film, wie er es ausdrückte. 1972 spielte Rocco den Moe Greene, eine seiner bekanntesten Rollen, in dem Mafiafilm Der Pate. Verwundert gestand er in einem Interview, dass er auf diese Rolle auch heute noch von jungen Menschen angesprochen werde. Aber auch auf seine Rolle in Wedding Planner – Verliebt, verlobt, verplant bekomme er viel Resonanz von jüngeren Zuschauern.
In der Actionkomödie Der lange Tod des Stuntman Cameron von 1980 spielte er den Polizeichef Jake. Diesen Film hält er zusammen mit Die Freunde von Eddie Coyle, wo er als Jimmy Scalise an der Seite des großen Robert Mitchum zu sehen war, für einen der größten Kultfilme. Von 1981 bis 1988 war er als Charlie Polniaczek in der Fernsehserie Die Tatsachen des Lebens zu sehen. Für seine Arbeit in der Fernsehserie Teddy Z (The Famous Teddy Z) in den Jahren 1989/1990 wurde Rocco mit einem Emmy geehrt.
Auch bei den Simpsons wirkte Rocco von 1990 bis 1997 mit und lieh seine Stimme Roger Myers Jr. In dem Tom-Hanks-Film That Thing You Do! (1996) bekam er eine Rolle, weil Hanks ihn von The Famous Teddy Z her kannte und mochte, wie er in einem Interview beteuerte. 1991 verkörperte Rocco in dem britischen Spielfilm Ein Papst zum Küssen die Figur eines Kardinals namens Rocco. Der Animationsfilm Das große Krabbeln (1998) habe ihm ganz neue Erfahrungen als Schauspieler geboten, äußerte er nach dem Film. 2006 wirkte er erneut in einem Mafiafilm mit. In Find Me Guilty – Der Mafiaprozess übernahm er die Rolle des Nick Calabrese unter der Regie von Sidney Lumet. In der Dramaserie Magic City verkörperte er den jüdischen Buchmacher Arthur Evans, der noch nie einen Tempel von innen gesehen hat. Im Horrorthriller The House Across the Street aus dem Jahr 2013 war Rocco als Mr. Barnes zu sehen.

## Privates
Nach seinem Umzug nach Los Angeles wurde Rocco Mitglied der Bahai-Religion. 1964 heiratete er seine erste Frau Sandra Elaine Garrett, die ihren Sohn Marc mit in die Ehe brachte, der von ihm adoptiert wurde. Zusammen bekam das Ehepaar eine Tochter (* 1969) und einen Sohn (* 1972). Sandra Rocco starb 2002 mit 59 Jahren an Krebs. Marc Rocco, der als Filmproduzent, Regisseur und Drehbuchautor tätig war, starb 2009 im Schlaf. Im Oktober 2005 ging Alex Rocco eine Ehe mit Shannon Wilcox ein. Er starb am 18. Juli 2015 im Alter von 79 Jahren in Studio City, einem Stadtteil von Los Angeles, an den Folgen einer Krebserkrankung.

## Filmografie (Auswahl)

### Filme
- 1965: Motorpsycho … wie wilde Hengste (Motorpsycho)
- 1967: Chicago-Massaker (The St. Valentine’s Day Massacre)
- 1970: Porno Mania (Blood Mania)
- 1971: Biker – Von der Meute gehetzt (Wild Riders)
- 1971: Des Teufels tolle Hunde (Brute Corps)
- 1972: Der Pate (The Godfather)
- 1972: Brutale Schatten (Un homme est mort)
- 1973: Slither
- 1973: Die Freunde von Eddie Coyle (The Friends of Eddie Coyle)
- 1973: Töchter des Bösen (Bonnie’s Kids)
- 1974: Drei eiskalte Profis (Three the Hard Way)
- 1974: Der Superschnüffler (Freebie and the Bean)
- 1975: Rafferty und die wilden Mädchen (Rafferty and the Gold Dust Twins)
- 1975: Ins Herz des wilden Westens (Hearts of the West)
- 1977: Es brennt an allen Ecken (Fire Sale)
- 1977: Der Pate: Die Saga (The Godfather Saga)
- 1978: Eingekreist (A Question of Guilt)
- 1978: Ja, lüg’ ich denn? (Rabbit Test)
- 1979: Stimmen der Liebe (Voices)
- 1980: Der lange Tod des Stuntman Cameron (The Stunt Man)
- 1980: Herbie dreht durch (Herbie Goes Bananas)
- 1982: Entity – Es gibt kein Entrinnen vor dem Unsichtbaren, das uns verfolgt (The Entity)
- 1984: Auf dem Highway ist wieder die Hölle los (Cannonball Run II)
- 1985: Das As im Ärmel (Badge of the Assassin, Fernsehfilm)
- 1985: Ein Fall für Braker (Braker, Fernsehfilm)
- 1985: Gotcha! – Ein irrer Trip (Gotcha!)
- 1985: Sie nannten ihn Stick (Stick)
- 1987: Kid Kane (P.K. and the Kid)
- 1987: Return to Horror High
- 1987: Scenes from the Goldmine
- 1988: Die phantastische Reise ins Jenseits (Lady in White)
- 1989: Dream a Little Dream
- 1991: Ein Papst zum Küssen (The Pope Must Die(t))
- 1991: Späte Leidenschaft (An Inconvenient Woman, Fernseh-Miniserie)
- 1992: Boris und Natasha – Dümmer als der CIA erlaubt (Boris and Natasha: The Movie)
- 1994: Die Frau, die zuviel wußte (The Flight of the Dove)
- 1995: Schnappt Shorty (Get Shorty)
- 1996: That Thing You Do!
- 1996: Nacht über L.A. (Dead of Night)
- 1997: Just Write – Alles aus Liebe (Just Write)
- 1998: Goodbye Lover
- 1998: Das große Krabbeln (A Bug’s Life, Stimme für Thorny)
- 1999: Dudley Do-Right
- 2000: Letzte Ausfahrt Hollywood (The Last Producer)
- 2001: Wedding Planner – Verliebt, verlobt, verplant (The Wedding Planner)
- 2002: Big Shot – Wie das Leben so spielt (Big Shot: Confessions of a Campus Bookie)
- 2002: Die Country Bears – Hier tobt der Bär (The Country Bears)
- 2003: The Job … den Finger am Abzug (The Job)
- 2006: Find Me Guilty – Der Mafiaprozess (Find Me Guilty)
- 2006: Jam
- 2007: Smokin’ Aces
- 2009: Ready for Hangover (Ready or Not)
- 2010: Now Here
- 2011: Batman: Year One (Stimme für Carmine Falcone)
- 2011: And They’re Off
- 2013: The House Across the Street
- 2014: Scammerhead

### Serien
- 1967: Batman (zwei Folgen)
- 1967: Mini-Max (Get Smart, zwei Folgen)
- 1970–1971: Süß, aber ein bißchen verrückt (That Girl, zwei Folgen)
- 1971–1972: Kobra, übernehmen Sie! (Mission: Impossible, Folgen 6x10, 7x14)
- 1973–1974: Kojak (Folgen 1x04; 2x16)
- 1975: Three for the Road (13 Folgen)
- 1976–1977: Starsky & Hutch (Starsky and Hutch, Folgen 2x19, 3x08–09)
- 1977: Barnaby Jones (Folge 5x18)
- 1981–1988: The Facts of Life (elf Folgen)
- 1984–1986: T. J. Hooker (zwei Folgen)
- 1985: Golden Girls (The Golden Girls, eine Folge)
- 1984: Das A-Team (The A-Team, Folge 3x16)
- 1985: Mord ist ihr Hobby (Murder, She Wrote, Folge 2x19)
- 1987: Hunter (Folge 4x10)
- 1989–1990: Teddy Z (The Famous Teddy Z, 20 Folgen)
- 1990, 1995–1996: Die Simpsons (The Simpsons, Folge 2x09, 7x18, 8x14, Stimme für Roger Junior Meyers)
- 1991–1992: Keine wie die andere (Sibs, 22 Folgen)
- 1994–1995: The George Carlin Show (27 Folgen)
- 1997: Allein gegen die Zukunft (Early Edition, Folge 2x01)
- 1998: Sabrina – Total verhext (Sabrina, the Teenage Witch, Folge 3x21)
- 1999: Practice – Die Anwälte (The Practice, Folge 4x17)
- 2000: Walker, Texas Ranger (Folgen 8x24–25)
- 2001–2004: Lady Cops – Knallhart weiblich (The Division, 14 Folgen)
- 2005: Emergency Room – Die Notaufnahme (ER, Folge 12x08)
- 2010: Party Down (Folge 2x10)
- 2012: Private Practice (Folge 6x01)
- 2012: Magic City (Folgen 1x1–3, 6)